# Im Reich des Zauberers Oz

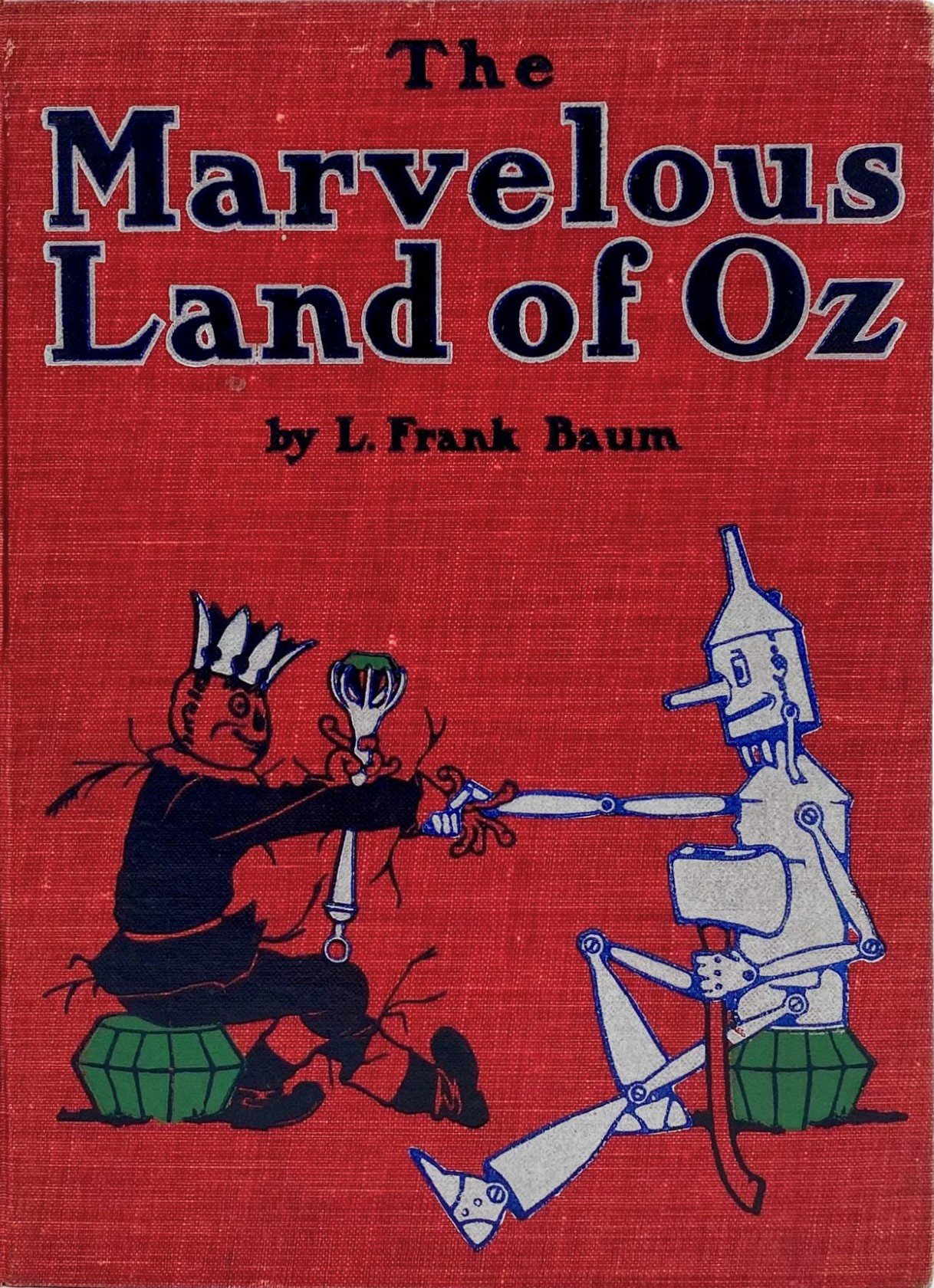
Buchcover: "The Marvelous Land of Oz (1st edition)" erschienen 1904

Im Reich des Zauberers Oz ist ein Kinderbuch des US-amerikanischen Schriftstellers Lyman Frank Baum.
Die Erzählung erschien 1904 unter dem Originaltitel The Marvelous Land of Oz (später auch unter dem Titel The Land of Oz) mit Illustrationen von John R. Neill. Dabei handelt es sich um den zweiten Band des Oz-Zyklus, der in den USA zu den beliebtesten Kinderbüchern gehört und zum Teil auch in deutscher Sprache verlegt wurde.

## Handlung
Tip, der eigentlich Tippetarius heißt, ist ein kleiner Junge in Oz, welcher im Land der Gillikins lebt. Er wohnt im Haus von Mombi, einer alten Frau, die sich gerne als Hexe sieht, aber keine ist. Dennoch beschäftigt sie sich mit schwarzer Zauberei, obwohl diese durch ein Gesetz verboten ist. Tip kann Mombi nicht leiden und überlegt sich eines Tages, wie er sie erschrecken kann. Aus diesem Grund bastelt er einen Kürbismann, den er Jack Kürbiskopf nennt und stellt diesen am Wegrand auf. Entgegen seinen Erwartungen wird Mombi nicht erschreckt. Trotzdem kommt ihr der Kürbismann gerade Recht, um ein Lebenspulver an ihm auszuprobieren, das sie kurz zuvor eingetauscht hat. Der Kürbismann erwacht tatsächlich zum Leben. Weil er den Kürbiskopf gebaut hat, um sie zu erschrecken, beschließt Mombi Tip zu bestrafen. Mittels eines anderen Zaubertranks will sie ihn in eine Marmorstatue verwandeln. Doch Tip ergreift, zusammen mit Jack Kürbiskopf, rechtzeitig die Flucht. Dabei nimmt er das Lebenspulver mit. Das Ziel der beiden Ausreißer ist die Smaragdenstadt. Da aber der Kürbismann nicht gut laufen kann, beschließt Tip unterwegs, einen Sägebock, der wie ein Pferd aussieht, ebenfalls zum Leben zu erwecken.
Zur gleichen Zeit tut sich eine Truppe von Verschwörerinnen zusammen. Ihr Ziel ist es, unter dem Kommando der Generalin Jinjur, die Herrschaft der Männer in der Smaragdenstadt zu beenden. Des Weiteren wollen sie die dort regierende Vogelscheuche stürzen und die Juwelen der Stadt für sich gewinnen. In einem schnellen Handstreich gelingt es den Mädchen, die Verteidiger zu überrumpeln und die Smaragdenstadt zu besetzen. Zusammen mit Tip, Jakob Kürbiskopf und dem Holzpferd gelingt es der Vogelscheuche, zu seinem Freund, dem Blech-Holzfäller zu flüchten. Dieser schließt sich sofort seinem früheren Gefährten und Freund an, um die Smaragdenstadt zurückzuerobern. Auf dem Rückweg zur Smaragdenstadt treffen sie auf den seltsamen Herrn S.V. Quassel-Käfer, G.K. Dies bedeutet: stark vergrößerter Qassel-Käfer, gebildet und kultiviert. Es ist ein Riesenkäfer, der sich den Freunden anschließt. Unterdessen hat sich Jinjur zur Königin krönen lassen und die Hexe Mombi zur Beraterin berufen. Mombi soll verhindern, dass die Vogelscheuche, in Begleitung des Holzfällers, zur Smaragdenstadt zurückkehrt. Mit zahlreichen Illusionszaubern gelingt es ihr auch, die Freunde zu verunsichern. Doch diese treffen unterwegs zum Glück auf die Königin der Feldmäuse, die sie auf den rechten Weg zurückführt und der Vogelscheuche noch zwölf ihrer Untertanen zur Verfügung stellt, die sich in dessen Stroh verbergen.
Zurück in der Smaragdenstadt gelangen die Freunde ohne große Gegenwehr bis zu Jinjur. Zu spät bemerken sie, dass sie in eine Falle gegangen sind. Doch als die Vogelscheuche plötzlich die in ihr verborgenen Mäuse freilässt, können sich die Freunde erst mal Luft verschaffen. Allerdings wird der Palast von Jinjurs Soldatinnen belagert. Die Freunde beschließen, ein Fluggerät zu basteln und mit dem Rest von Tips Lebenspulver aufzuwecken. Das Fluggerät soll sie zu Glinda bringen, von der sie sich Hilfe erhoffen. Nach einem abenteuerlichen Flug erreichen sie ihr Ziel. Doch anstatt ihnen zu helfen, offenbart ihnen die Fee, dass der Thron der Smaragdenstadt eigentlich der Prinzessin Ozma von Oz gehört. Diese ist aber seit dem Sturz ihres Vaters wie vom Erdboden verschwunden. Glinda konnte nur soviel in Erfahrung bringen, dass dabei die Hexe Mombi ihre Finger im Spiel gehabt hat. Die Vogelscheuche, die des Regierens längst müde ist, ist sofort bereit, für Ozma auf den Thron zu verzichten.
Als Glinda von den Freunden nun erfährt, dass Mombi sich bei Jinjur befindet, zieht sie mit ihrem Heer gegen die Smaragdenstadt. Dort fällt ihnen Mombi in die Hände. Die Hexe wird vor die Wahl gestellt, zu sterben, oder preiszugeben, wo sich die Prinzessin Ozma befindet. Als es keinen Ausweg mehr gibt, gesteht Mombi, dass sie die Prinzessin in einen Jungen verwandelt hat, der niemand anderes als Tip ist. Tip ist anfänglich nur wenig begeistert, ein Mädchen zu werden, fügt sich dann aber doch der Notwendigkeit.
Jinjur wagt unterdessen einen letzten Versuch, sich auf dem Thron zu halten. Doch vergebens. Ozma wird Königin und regiert die Smaragdenstadt, trotz ihrer Jugend voller Weisheit und Güte. Die Vogelscheuche begleitet ihren Freund, den Blech-Holzfäller, in dessen Land, wo sie fortan das Amt des Schatzmeisters bekleidet.

## Kontinuitätsfehler zu „Der Zauberer von Oz“
Als L. Frank Baum „Der Zauberer von Oz“ schrieb, hatte er nicht daran gedacht, eventuell eine Fortsetzung zu schreiben. Um Oz nach seinen Vorstellungen zu erweitern, nahm Baum einige Kontinuitätsfehler in Kauf, die der Handlung des ersten Bandes widersprechen: Dies betrifft besonders die Person des Zauberers von Oz selbst, der im zweiten Band selbst nicht auftritt. Es beginnt damit, dass alle Bewohner des Zauberlandes zu wissen scheinen, dass er ein Schwindler war, obwohl er dies nur Dorothy und ihren Freunden offenbart hat. War des Weiteren im ersten Band noch die Rede davon, dass er über keinerlei magische Fähigkeiten verfüge, erzählt die Hexe Mombi, dass sie einige ihrer Zauberkunststücke von ihm gelernt habe. Außerdem erzählte Oz im ersten Band noch, dass er den Bau der Smaragdenstadt befohlen habe. Im zweiten Band ist davon die Rede, dass zuvor König Pastoria, der Vater von Prinzessin Ozma, über die Smaragdenstadt regiert habe, die Oz widerrechtlich in seinen Besitz gebracht habe.

## Verfilmungen
Im Reich des Zauberers Oz bildete zusammen mit Ozma von Oz die Vorlage für den Disney-Realfilm „Oz – Eine fantastische Welt“ von 1985. Relativ vorlagengetreu wurde das Buch 1986 in der japanischen Zeichentrickserie „Im Land des Zauberers von Oz“ umgesetzt.

### Erstausgabe
- The Marvelous Land of Oz (auch The Land of Oz). Chicago: Reilly and Britton Company 1904

### Deutsche Übersetzungen
- L. Frank Baum: Im Reich des Zauberers Oz. Ein Märchenabenteuer. Übers. Christine Hettinger, Heyne-Verlag, München 1981, ISBN 3-453-54228-2

| Die Oz-Bücher                             | Die Oz-Bücher    | Die Oz-Bücher                   |
| ----------------------------------------- | ---------------- | ------------------------------- |
| Vorangegangener Band: Der Zauberer von Oz | Lyman Frank Baum | Nachfolgender Band: Ozma von Oz |